# راسلمينيا 18
راسلمينيا 18 هو المهرجان الثامن عشر من مهرجانات الراسلمينيا والذي عرضه اتحاد الدبليو دبليو إف في 17 مارس 2002 في ساحة سكاي دوم في مدينة تورونتو بولاية أونتاريو في كندا .وهو اخر مهرجان راسلمينيا انتجته الدبليو دبليو إف وبعد ذلك تغير اسم الاتحاد إلى الدبليو دبليو إي .

## روابط خارجية
- راسلمينيا 18 على موقع IMDb (الإنجليزية)
- راسلمينيا 18 على موقع قاعدة بيانات الفيلم (الإنجليزية)
- راسلمينيا 18 على موقع كينوبويسك (الروسية)